# Thessalia wrightii
Thessalia wrightii är en fjärilsart som beskrevs av Edwards 1886. Thessalia wrightii ingår i släktet Thessalia och familjen praktfjärilar. Inga underarter finns listade i Catalogue of Life.